# Новогоднее обращение Светланы Тихановской

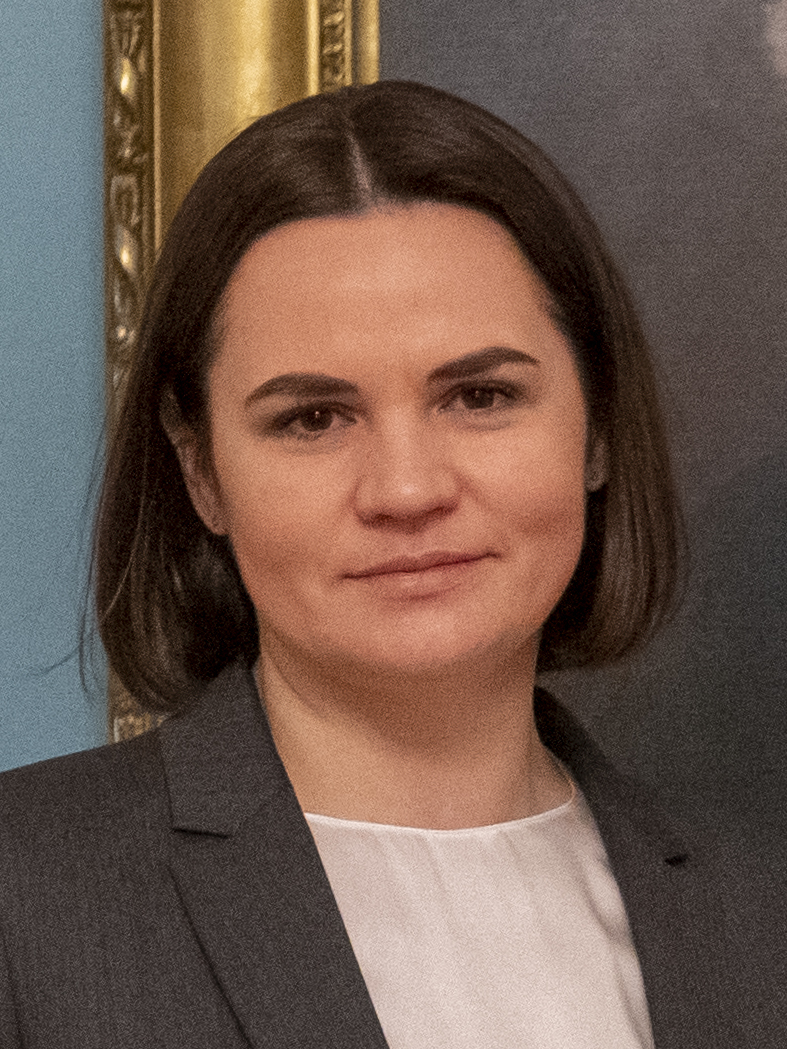
Светлана Тихановская в 2023 году.

Новогоднее обращение Светланы Тихановской, ставшее традиционным с 2020 года, транслируется незадолго до полночи 31 декабря и представляет собой ежегодное подведение итогов и обращение к белорусскому народу. Выступление выходит на платформе YouTube, распространяется независимыми СМИ и ежегодно собирает сотни тысяч просмотров.
С 2023 года белорусские власти блокируют доступ к YouTube перед началом новогоднего обращения Тихановской.

## Феномен
Новогодние обращения Светланы Тихановской и Александра Лукашенко стали частью уникального феномена белорусской политики, в рамках которого оба лидера обращаются к аудитории практически одновременно. Выступления белорусских политиков отражают соперничество за формирование коллективного сознания и ценностных ориентиров общества.

## История

### 2021 год
Обращение, записанное на белорусском языке, вышло в эфир в 23:51 и транслировалось на Белсате и других YouTube-каналах.
В своей речи Тихановская сделала акцент на идее национального объединения, подробно освещая ключевые события прошедшего года, которые сыграли важную роль в укреплении солидарности среди белорусов. В завершение своей речи она выразила пожелание, чтобы все белорусы могли жить вместе в своем общем доме — свободной Беларуси.
В ряде жилых дворов Минска новогоднее обращение Тихановской транслировалось в прямом эфире с помощью проектора, выводя изображение на стены домов.
За первый день обращение на официальном YouTube-канале Тихановской посмотрели 263 тысячи человек.

### 2022 год
В 2022 году обращение было записано в окружении общественных лидеров на двух государственных языках и вышло в 23:46 по минскому времени.
Особенностью обращения стало подчёркивание геополитического выбора Беларуси. Тихановская обозначила Беларусь как часть Европы, подчеркнув европейскую идентичность страны и приверженность европейским ценностям.
За первые сутки новогоднее обращение совокупно собрало 711 тысяч просмотров на четырёх ключевых YouTube-каналах. На основном канале Тихановской его посмотрели 418 тысяч пользователей, оставив 31 тысячу лайков. Обращение также привлекло 127 тысяч просмотров на Белсате, 123 тысячи — на канале «Страны для жизни» и 43 тысячи — на Радио «Свобода». Также обращение транслировалось в новогодних YouTube-шоу.

### 2023 год
Обращение 2023 года длилось 12 минут и содержало 653 слова. Основная часть была записана на белорусском языке, несколько минут — на русском.
Выступление было посвящено основным вызовам, стоящим перед Беларусью, и перспективам её мирного и независимого развития. В обращении Тихановская выразила благодарность гражданам за их стойкость и взаимопомощь, подчеркнула значимость диалога между различными социальными группами и указала на риски утраты независимости и вовлечения страны в российско-украинскую войну. Тихановская также отметила необходимость сохранения Беларусью открытости миру, отказа российской зависимости и ориентации на успешный опыт соседних стран.
Политические заключённые, отбывающие срок в исправительных учреждениях открытого типа, включали обращение на телевизоре через смартфон.
За первые 20 часов выступление набрало 326 тысяч просмотров: 135 тысяч на официальном канале Тихановской, 76 тысяч на «Стране для жизни», 72 тысячи на Еврорадио и 43 тысячи на Белсате.
Обращение вызвало обсуждение в социальных сетях, где некоторые пользователи раскритиковали Светлану Тихановскую за использование в качестве реквизита кружки стоимостью 22 евро. Этот эпизод вызвал дискуссии, а также стал основой для мемов и шуток в интернете.

### 2024 год
Обращение 2024 года было записано на белорусском и русском языке, а также вышло в 23:50 по минскому времени.
Выступление было выполнено в формате общения Светланы Тихановской с членами съёмочной группы. В нём были подведены итоги 2023 года. Тихановская отметила усилия белорусов по сохранению солидарности и стремлению к демократическим переменам, несмотря на политические и социальные трудности. В своей речи она подчеркнула важность национального единства, инициативности и ответственности за будущее страны, а также напомнила, что перемены возможны только при активном участии самих граждан. Завершая выступление, она выразила надежду на укрепление демократии и независимости Беларуси в новом году, благодаря усилиям белорусского народа.
За 11 часов 8-минутное видео на основных площадках собрало 170 тысяч просмотров и более тысячи комментариев. Обращение собрало 73 тысячи просмотров на YouTube-канале Тихановской, 59 тысяч — на Еврорадио, 17 тысяч — на Белсате, 13 тысяч — на Malanka Media и 7600 — на канале «Страна для жизни».

### 2025 год
В 2025 году новогоднее обращение началось в 23:48 по минскому времени и было полностью выполнено на белорусском языке. Трансляция осуществлялась через официальный канал Тихановской, телеканал «Белсат» и страницы различных средств массовой информации и общественных инициатив. Под анонсами выступления на независимых платформах отмечалась искусственная накрутка дизлайков с использованием бот-сетей.
Поздравление имело форму двух сцен: первая содержала речь Тихановской, а вторая представляла традиционное празднование Нового года в белорусской семье с разными политическими взглядами. В этом году обращение было посвящено важности сохранения семейных и национальных ценностей в условиях политических и социальных испытаний. Тихановская отметила, как разделение и трудности, вызванные политической ситуацией, повлияли на белорусское общество, подчеркнув необходимость сохранять близость, солидарность и взаимопонимание. Она напомнила о культурных и бытовых традициях, объединяющих белорусов, и призвала поддерживать друг друга, проявлять терпение и уважение, чтобы преодолеть вызовы и сохранить чувство единства. В обращении были подчёркнуты семейные ценности.
За первые 18 часов новогоднее обращение Светланы Тихановской набрало 184 тысячи просмотров. Основная часть аудитории была сосредоточена на официальном канале Тихановской, где видео собрало 130 тысяч просмотров и 700 комментариев. Дополнительно видео транслировалось на канале Еврорадио, где оно привлекло 54 тысячи просмотров. К 3 января новогоднее обращение Светланы Тихановской достигло 573 тысяч просмотров, чему способствовало использование таргетированной рекламы. По количеству просмотров оно превзошло обращение Александра Лукашенко, размещённое на официальных государственных YouTube-каналах.

## Реакция белорусских властей
На стыке 2023 и 2024 года, за 5 минут до начала новогоднего обращения Тихановской, властями Беларуси был временно заблокирован доступ к YouTube. Блокировка длилась около 20 минут, и доступ к платформе в это время можно было получить только с использованием VPN. Этот инцидент стал первой зафиксированной попыткой ограничения доступа к YouTube в стране. Кроме того, пользователи мобильных операторов А1 и МТС сообщили о затруднениях с доступом к сервису в период с 23:30 31 декабря до 00:10 1 января. Многие белорусы связали временную блокировку с трансляцией обращения Светланы Тихановской.
В 2025 году власти страны также заблокировали доступ к YouTube во время трансляции выступления Тихановской. Блокировка началась в 23:45, за 3 минуты до начала обращения. В этом году проблема с доступом к сервису также решалось при помощи VPN, что говорило о точечной блокировке ресурса в стране. Помимо блокировки YouTube в это время был также недоступен Инстаграм.